# Haematopus longirostris
El ostrero pío australiano (Haematopus longirostris) es una especie de ave charadriforme de la familia Haematopodidae que vive en las costas de Australia.

## Descripción

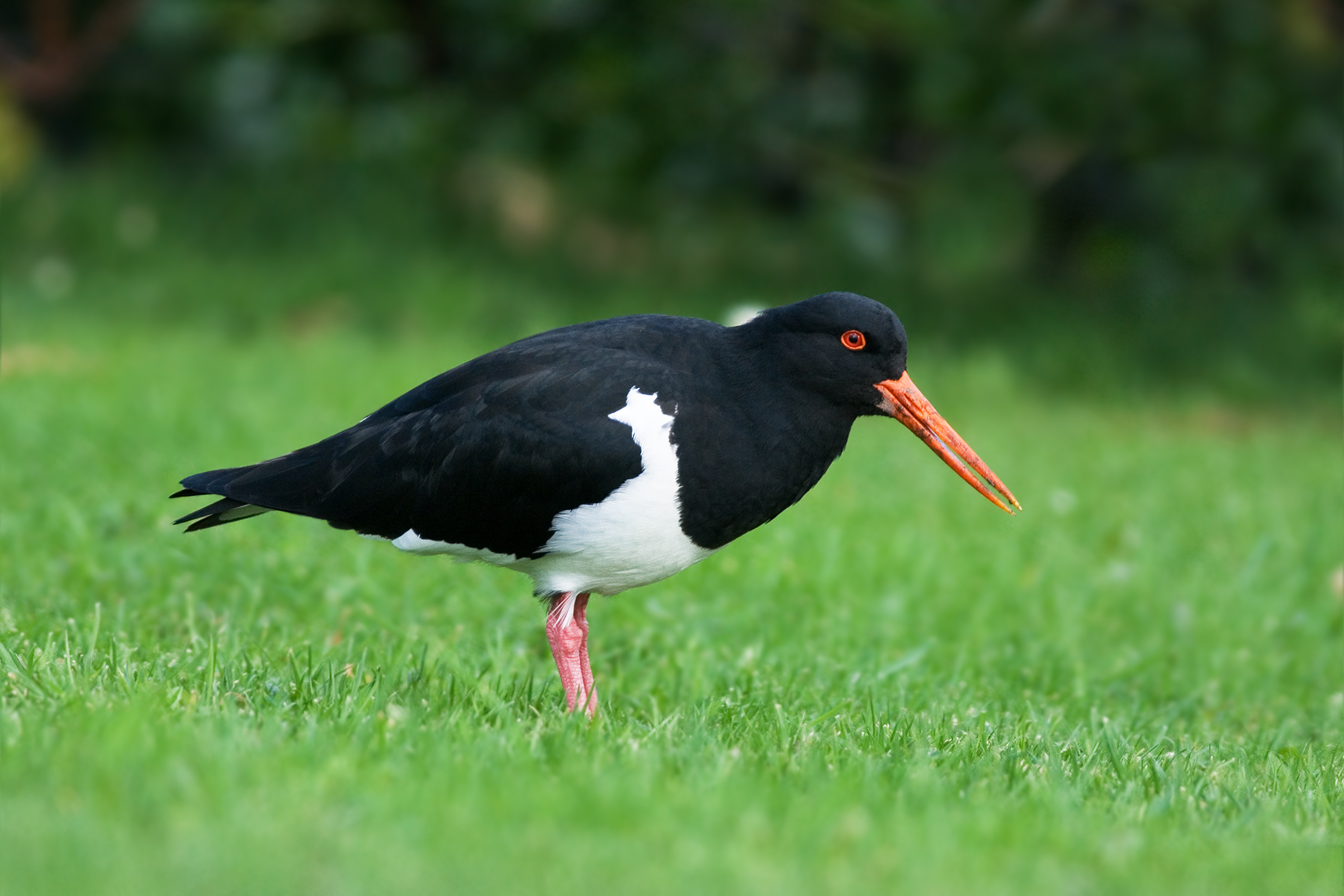
Es fácilmente identificable por su plumaje blanco y negro, su largo pico bermellón y sus patas rosadas.

El ostrero pío australiano mide una media de 50 cm de longitud. Como indica su nombre el ostrero pío australiano tiene el plumaje de color blanco y negro. Su cabeza, pecho y partes superiores del cuerpo son negras y la zona ventral es blanca. Cuando extiende las alas también muestra una franja blanca en las alas.  
Se caracteriza por su pico rojo anaranjado que mide entre 5–8 cm y sus largas patas de color rosa. Los machos y las hembras tienen un aspecto muy similar, y únicamente se diferencian en que el pico de los machos es más corto y algo más ancho. El ostrero pío australiano se parece mucho al ostrero de isla Sur (Haematopus finschi) que se encuentra en Nueva Zelanda.

## Distribución y hábitat

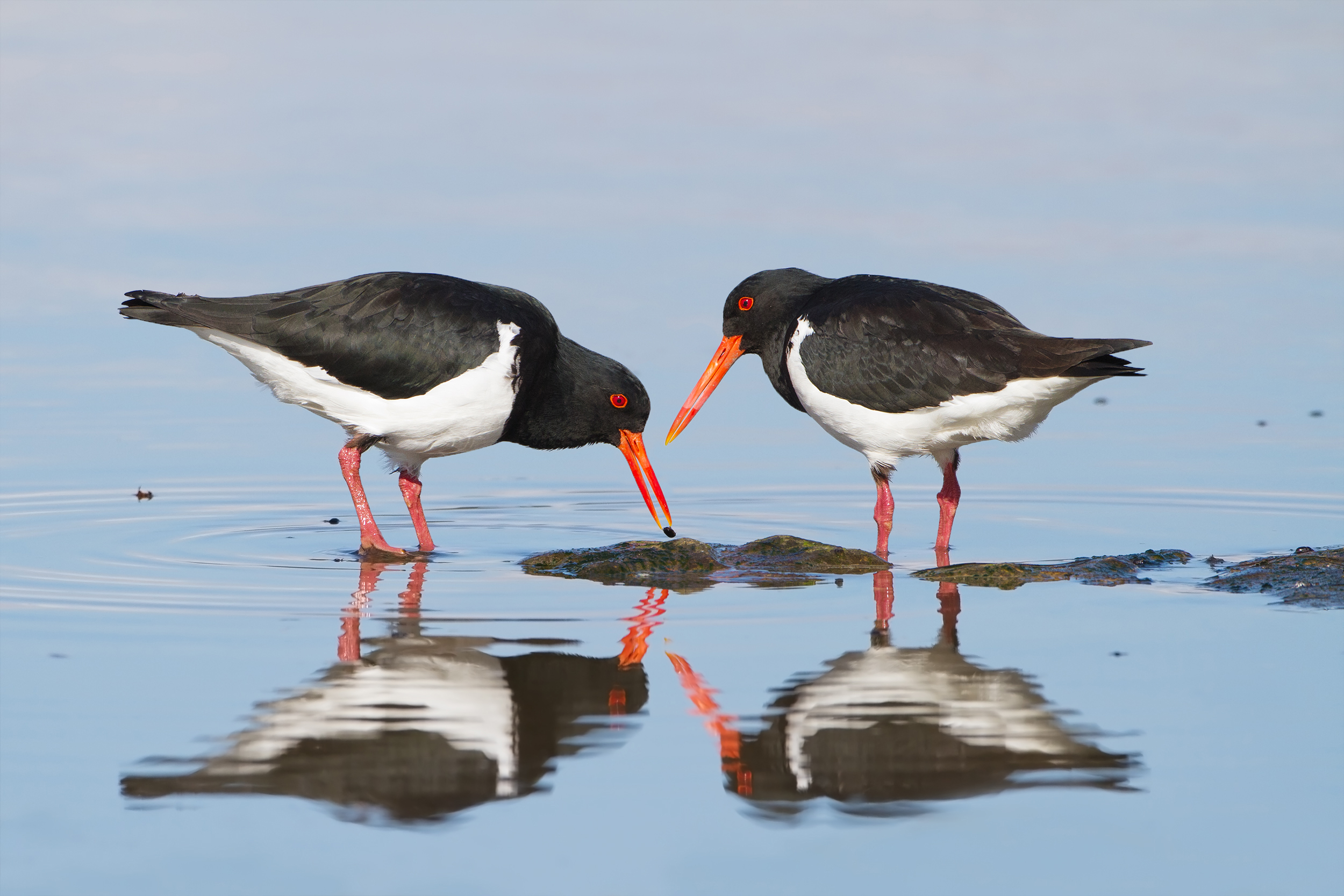
Pareja de ostreros píos australianos en Tasmania.

El ostrero pío australiano se encuentra a lo largo de toda la costa de Australia especialmente en las playas arenosas y zonas fangosas.

## Comportamiento
El ostrero pío australiano se alimenta principalmente de moluscos bivalvos, además de otros invertebrados. Las técnicas que usa para abrirlos con su pico son muy variadas ya que se trata de un comportamiento aprendido. 
El periodo de cría de ostrero pío australiano va de octubre a enero. Su nido consiste en un hoyo somero que realiza en zonas abiertas cerca de la costa, donde ponen generalmente de 2–3 huevos.  Cada pareja protege un área de unos 200 m alrededor de su nido y con frecuencia usan el mismo territorio año tras año. Al igual que las gaviotas con las que comparten costas atacan en grupo a cualquiera que amenace la zona de cría.